# Jan Matejko
Jan Alojzy Matejko (også kendt som Jan Mateyko; født 28. juli 1838 i Kraków i Polen, død 1. november 1893 samme sted) var en polsk maler kendt for malerier af kendte historiske politiske og militære begivenheder i Polen. Hans mest kendte værk er muligvis oliemaleriet Slaget ved Grunwald. Han har også udført flere malerier af talrige slag- og hofscener, og et galleri af polske konger. Han er anset for at være blandt de mest kendte polske malere.
Hans vigtigste malerier blev gemt under 2. verdenskrig. Maleriet Slaget ved Grunwald blev begravet i Lublin. Efter 1945 blev størstedelen af hans værker fundet og restaureret. De findes nu i hovedsageligt i Warszawas nationalmuseum.